# Thư viện Krasiński, Warszawa

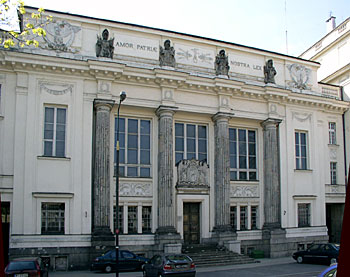
Thư viện Krasiński (trước năm 1944)

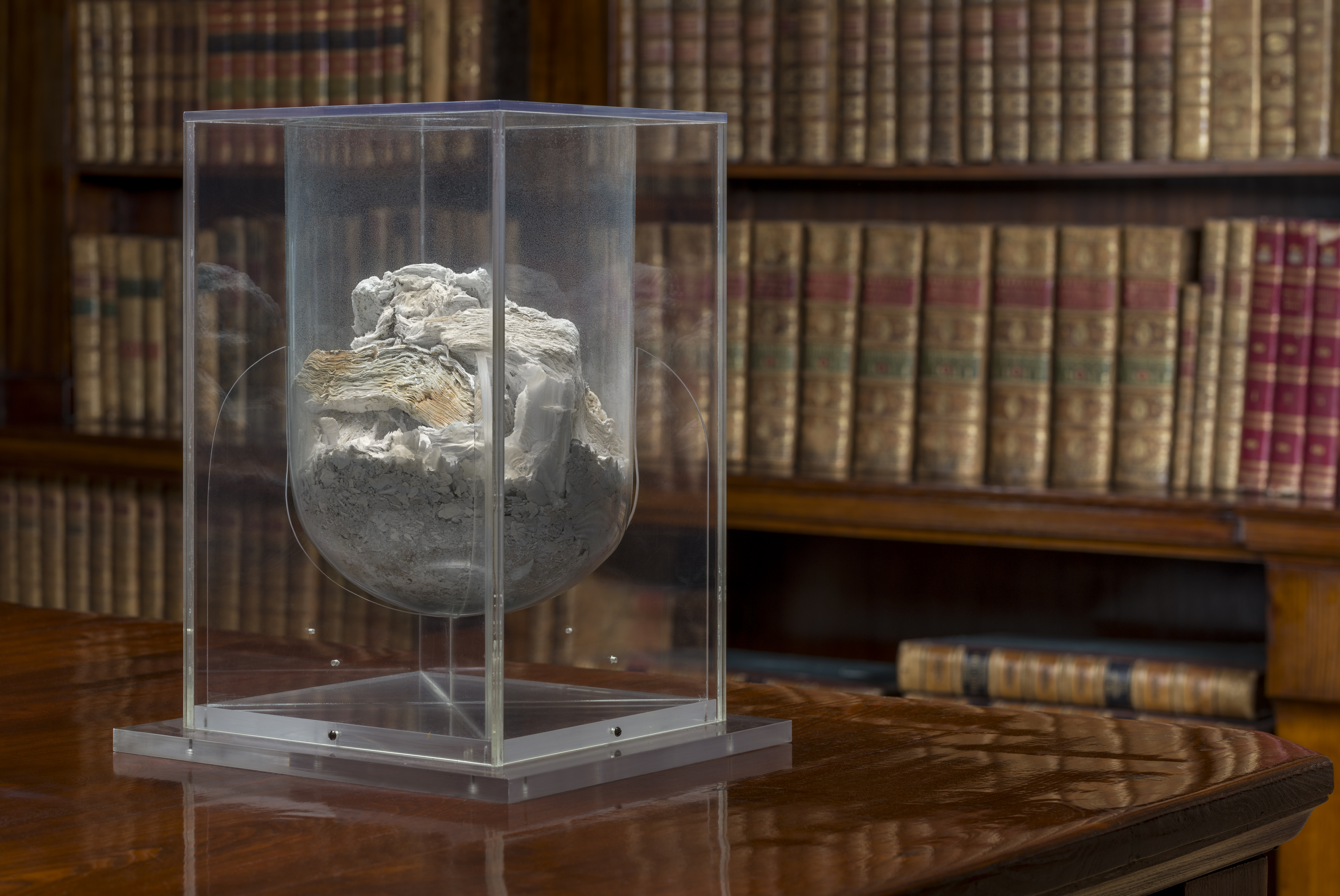
Chiếc bình đựng tro của những cuốn sách và bản thảo đã bị thiêu rụi (trong chiến tranh)

Thư viện Krasiński ở Warsaw (Biblioteka Krasińskich w Warszawie) là một thư viện được xây dựng vào năm 1844, tọa lạc tại Warsaw, Ba Lan. Trong thời kỳ Đức Quốc xã chiếm đóng Ba Lan, một phần của công trình kiến trúc này bị phá huỷ và một số bộ sưu tập sách bị đánh cắp hoặc đốt cháy. Một số bộ sưu tập còn sót lại của thư viện hiện đang được đặt tại Thư viện Quốc gia Ba Lan.

## Lịch sử
| Mốc lịch sử                                                    | Mô tả |
| -------------------------------------------------------------- | --- |
| Năm 1844                                                       | Wincenty Krasiński thành lập thư viện ở Opinogóra. Thư viện này lưu trữ các tài liệu của gia đình ông và sau đó phát triển thành một thư viện lưu giữ những bộ sưu tập di sản quốc gia ở Ba Lan. |
| Năm 1930                                                       | Thư viện mới được thành lập tại số 9 Phố Okólnik. |
| Tháng 9 năm 1939 (Trong thời kỳ Đức Quốc xã chiếm đóng Ba Lan) | Vào thời điểm lúc bấy giờ, thư viện Krasiński sở hữu bộ sưu tập các sáng tác âm nhạc lớn nhất ở Warsaw, cùng với hàng nghìn bản đồ cũng như 60 nghìn bản in và bản vẽ khác. Không may, phần trung tâm của tòa nhà bị bom phá huỷ, dẫn đến việc phòng đọc và các bộ sưu tập bị hư hại. Theo ước tính, thư viện đã mất 62% bộ sưu tập (mất khoảng 155.000 trên 250.000 đơn vị). |
| Sau khi Thế Chiến thứ hai kết thúc                             | Một số bộ sưu tập còn sót lại (phần lớn là các tác phẩm về Chiến tranh Napoléon và Cuộc Khởi nghĩa Tháng 11) được chuyển đến Thư viện Quốc gia Ba Lan. |